# Apona frater
Apona frater là một loài bướm đêm thuộc họ Eupterotidae. Loài này được Rothschild mô tả năm 1917. Loài này có ở Ấn Độ.
Sải cánh của loài này dài khoảng 138 mm. Con trưởng thành có ngoại hình tương tự như Apona shevaroyensis, khác nhau ở chỗ nhỏ hơn và có màu xám đậm hơn.